# 坂之上朝美
坂之上朝美（日語：坂ノ上 朝美；英語：、1988年8月26日—），出身於日本新潟縣的前女性寫真偶像及演員。

## 簡歷
坂之上朝美於2009年上京和進入演藝圈。同年12月24日，她開始使用Ameba部落格，每天更新頁面至引退那天。
2011年11月，她從舊經理人公司 ミリオンエンターテイメント（Million Entertainment）轉投新經理人公司月之石，並將藝名「坂上麻美（さかうえあさみ）」改成「坂ノ上朝美（さかのうえあさみ）」。2013年12月15日，她選擇退出演藝圈。而2014年5月15日發賣的首本全裸寫真集《わすれな草》大獲好評，共7,000本悉數售罄，讓其名氣再次急昇。
2015年5月29日，坂之上朝美應日本網絡媒體 ブッチNEWS（Bucchi News）訪問時，透露「雖然引退後作品推出市場這個現象不太罕見，能令受歡迎程度延長至今的卻寥寥可數。本人引退一刻對大家的約定經已實踐，就算離開了演藝界，全新裸體寫真都自會公開給公眾觀賞，無論誰人也不難理解如此複雜心情」，使網民關注她會否復出。

## 軼聞
- 1988年8月26日上午4時21分在新潟縣的醫院出生[4]。
- 其母於早上誕下她，希望能將她培育成美人，故取名「朝美」。
- 獲譽為「史上最強神寄宿的玉體（史上最高の神が宿るカラダ）[5]」。
- 立志成為老實且存有未知數的女演員。
- 興趣是烹飪、研習各種東西、早起床、扭腰、演紙芝居、學習普通話及捐血（曾赴東京全12個捐血站[4]）。
- 擅長打網球、高爾夫球小鳥球及寫書法[4]。
- 擁有中學英文科教師專業認可資格。
- 愛吃枝豆、雪糕及喝苦抹茶[4]。

## 演出作品

### 電視劇
「坂上麻美」名義
| 首播      | 劇名       | 角色 |
| TBS電視台 |            |      |
| 2011年    | カルテット |      |

### 真人秀
「坂上麻美」名義
| 首播       | 節目名                 | 備註 |
| 朝日電視台 |                        | |
| 2010年     | タモリ倶楽部           | 5月28日嘉賓 《空耳アワー》環節「巨乳 Race」                                                                                          |
| 2010年     | 愛しのメロンパン       | 12月18日嘉賓 |
| 2011年     | 『ぷっ』すま           | 7月26日開始；水着 Girls 成員 |
| 東京電視台 |                        | |
| 2011年     | さまぁ〜ZOO            | 演出5月22日；「もらってみよう」環節（第6回〜） - 擔任 Sexy Animal - 斑馬 首集登場是同年5月8日（第5回）「鳴き声を聞いてみよう」預告編 |
| TBS電視台  |                        | |
| 2011年     | 爆問パワフルフェイス！ | 演出6月8日；黒衣人之一 |
| 日本電視台 |                        | |
| 2011年     | 金曜スーパープライム   | 演出7月22日；「欽ちゃん！30%番組をもう一度作りましょう（仮）」環節內的聯誼會成員                                                     |

### 電影
「坂上麻美」名義
| 首映   | 電影名   | 角色           |
| 2011年 | 極道兵器 | 護士殺手團成員 |

「坂之上朝美」名義
| 首映   | 電影名                        | 角色                     |
| 2012年 | 愛のしるし                    |                          |
| 2012年 | ヒミズ                        | ヤンキー（家庭餐廳客人） |
| 2012年 | 黑金丑島君                    | まいたん                 |
| 2013年 | アスペルガーレイヴ            | 今井洋子                 |
| 2013年 | 圖書館戰爭                    | 寫真偶像                 |
| 2013年 | ami？amie？つきあってね〜よ！ | まいたん（舞）           |
| 2013年 | 黒い殺意                      | 女大學生                 |
| 2013年 | TAP 完全なる飼育              | ミチヨ                   |
| 2013年 | 風俗行ったら人生変わったwww   | 風俗孃                   |
| 2014年 | おやじ男優Z                   | 夏目ゆりあ               |

### 舞台劇
「坂上麻美」名義
| 首演                   | 劇名                                                                   | 角色                   |
| Blitz“もしかも”Project |                                                                        |                        |
| 2010年11月5 - 8日      | もしかも！もしかして私たちは究極の謎を解いてしまったのかもしれない！？ | 鋒鋩繪理香（風紀委員） |

### 其他
「坂之上朝美」名義
- 2013年：ミスFLASH 2013（講談社、光文社『ミスFLASH』實行委員會合辦）

## 書籍
「坂之上朝美」名義
| 日期           | 書名                                     | 備註                                                                             |
| 寫真雜誌       |                                          |                                                                                  |
| 2013年12月13日 | 週刊 FRIDAY 2013年12月27日號             | 講談社；寫真攝影「決意の初ヘアヌード グラビア」                                  |
| 2014年9月8日   | 週刊現代 2014年9月27日號                 | 講談社；寫真攝影「しっとりと、大胆に」                                           |
| 2014年9月26日  | 週刊 FRIDAY 2014年10月10日號             | 講談社；寫真攝影「悶絶する美乳ヌード」                                           |
| 2014年12月29日 | 週刊 FRIDAY Dynamite 2015年1月12日增刊號 | 講談社；特別付錄 DVD                                                             |
| 2015年2月13日  | 週刊 FRIDAY 2015年2月27日號              | 講談社；超人氣女優之 W 官能裸體動畫（2）「史上最高の“神が宿るカラダ”坂ノ上朝美」 |
| 2015年5月15日  | 週刊 FRIDAY 2015年5月29日號              | 講談社；特別訂裝付錄「常識を超えた両面等身大ヘアヌードポスター」                 |
| 2017年10月13日 | 週刊 FRIDAY 2017年10月27日號             | 講談社；寫真攝影「神裸身伝説 第二章」                                            |
| 寫真集         |                                          |                                                                                  |
| 2014年5月15日  | わすれな草（ISBN 978-4063528459）        | 講談社；攝影師：松田忠雄                                                         |

## 周邊產品

### DVD ／ 形象影片 ／網絡廣播影片
「坂上麻美」名義
| 日期          | 作品名                    | 備註                                                                            |
| 2011年4月22日 | リアルオーディション Hime | ベンテンエンタテインメント（BENTEN ENTERTAINMENT）；真人秀作品 - 18名選拔者之一 |
| 2011年5月20日 | 白い素肌                  | 竹書房                                                                          |

「坂之上朝美」名義
| 日期                           | 作品名                                                    | 備註                              |
| 2012年5月18日 - 2013年11月21日 | 本当にデカップDX：坂ノ上朝美（全6作品）                   | SOKMIL、VIDEX                     |
| 2012年6月25日                  | ラブデート                                                | エアーコントロール（Air control） |
| 2013年11月28日                 | 混浴気分 vol.6 〜あさみんと行く二人っきりの湯の街デート〜 | Shadow Project                    |
| 2014年9月29日                  | 混浴気分スペシャルバージョン（限定版）                    | Shadow Project                    |